# Барон Абердэр
Барон Абердэр из Даффрина в графстве Гламорган — наследственный титул в системе Пэрства Соединенного Королевства. Был создан 23 августа 1873 года для либерального политика Генри Брюса (1815—1895). Он заседал в Палате общин от Мертир-Тидвила (1852—1868) и Ренфрушира (1869—1873, а также занимал должности заместителя министра внутренних дел (1862—1864), заместителя председателя комитета по образованию (1864—1866), министра внутренних дел (1868—1873) и лорда-председателя Совета (1874—1878).
Один из его сыновей от 2-го брака — британский кадровый военный, альпинист и писатель, ветеран гималайских географических исследований, руководитель экспедиций на Джомолунгму Чарлз Гранвиль Брюс (1866—1939). Его племянник — внук 1-го барона — Кларенс Нейпир Брюс, 3-й барон Абердэр (1885—1957), был военным, игроком в крикет, теннисистом и членом Международного олимпийского комитета. Его сын, Морис Джордж Линдхёрст Брюс, 4-й барон Абердэр (1919—2006), работал в консервативном правительстве Эдварда Хита, а позднее был вице-спикером Палаты лордов. Лорд Абердэр был одним из девяноста двух избранных наследственных пэров, которые остались в Палате лордов после принятия Акта Палаты лордов 1999 года.
По состоянию на 2024 год обладателем титула являлся его сын, Алистер Джон Линдхёрст Брюс, 5-й барон Абердэр (род. 1947), который стал преемником своего отца в 2005 году. В 2009 году лорд Абердэр был избран в Палату лордов.

## Бароны Абердэр (1873)

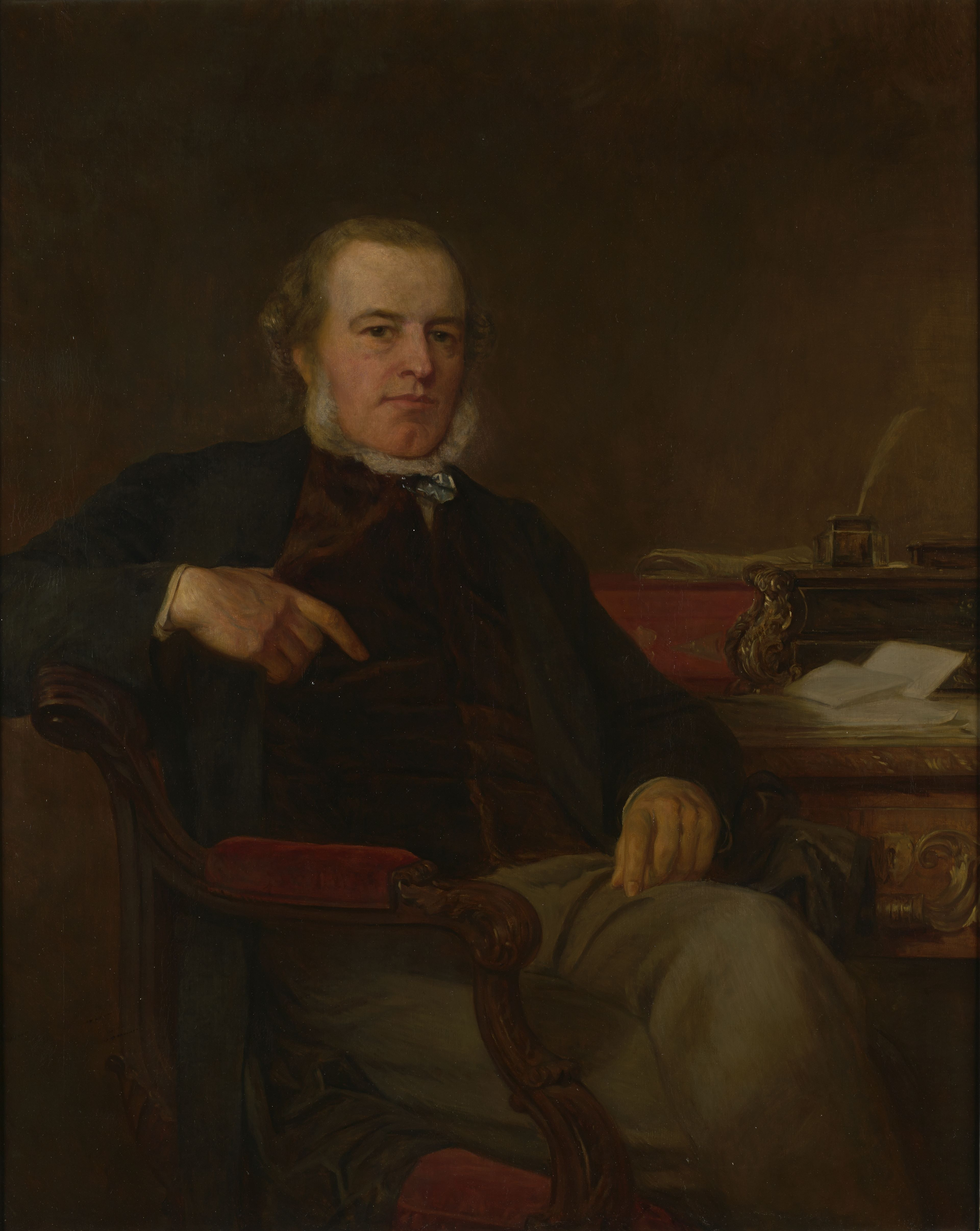
Генри Остин Брюс, 1-й барон Абердэр

- 1873—1895: Генри Остин Брюс, 1-й барон Абердэр[англ.] (16 апреля 1815 — 25 февраля 1895), сын Джона Брюса-Прайса (1784—1872) от второго брака[1];
- 1895—1914: Генри Кэмпбелл Брюс, 2-й барон Абердэр[англ.] (19 июня 1851 — 20 февраля 1914), единственный сын предыдущего от первого брака[2];
- 1914—1957: Кларенс Нейпир Брюс, 3-й барон Абердэр[англ.] (2 августа 1885 — 4 октября 1957), второй сын предыдущего[3];
- 1957—2005: Морис Джордж Линдхёрст Брюс, 4-й барон Абердэр[англ.] (16 января 1919 — 23 января 2005), старший сын предыдущего[4];
- 2005 — настоящее время: Алистер Джон Линдхёрст Брюс, 5-й барон Абердэр (род. 2 мая 1947), старший сын предыдущего[5];
  - Наследник титула: достопочтенный Гектор Морис Нейпир Брюс (род. 25 июля 1974), единственный сын предыдущего[6].